# Sezon snookerowy 2013/2014
Sezon snookerowy 2013/2014 – seria turniejów snookerowych rozgrywanych między 6 czerwca 2013 a 5 maja 2014 roku.
Kalendarz najistotniejszych (w szczególności rankingowych) turniejów snookerowych w sezonie 2013/2014.

Źródła:
| Daty  | Daty  | Gospodarz        | Nazwa turnieju                                      | Miejsce                                | Miasto       | Zwycięzca         | Drugie miejsce    | Wynik | Przypisy             |
| ----- | ----- | ---------------- | --------------------------------------------------- | -------------------------------------- | ------------ | ----------------- | ----------------- | ----- | -------------------- |
| 06–06 | 06–09 | Bułgaria         | European Tour – Turniej 1                           | Universiada Hall                       | Sofia        | John Higgins      | Neil Robertson    | 4–1   | [ 5 ]                |
| 06–11 | 06–15 | Chiny            | Asian Tour – Turniej 1                              | Yixing Sports Centre                   | Yixing       | Joe Perry         | Mark Selby        | 4–1   | [ 7 ]                |
| 06–17 | 06–23 | Chiny            | Wuxi Classic                                        | Wuxi City Sports Park Stadium          | Wuxi         | Neil Robertson    | John Higgins      | 10–7  | [ 8 ]                |
| 06–26 | 06–30 | Anglia           | Pink Ribbon                                         | South West Snooker Academy             | Gloucester   | Joe Perry         | Barry Hawkins     | 4–3   | [ 9 ] [ 10 ]         |
| 06–29 | 07–01 | Korea Południowa | Asian Indoor and Martial Arts Games                 | Songdo Convensia                       | Inczon       | Xiao Guodong      | Amir Sarkhosh     | 5–4   | [ 11 ] [ 12 ] [ 13 ] |
| 07–01 | 07–02 | Korea Południowa | Asian Indoor and Martial Arts Games – drużynowo     | Songdo Convensia                       | Inczon       |                   |                   | 3–2   | [ 11 ] [ 14 ] [ 15 ] |
| 07–03 | 07–06 | Korea Południowa | Asian Indoor and Martial Arts Games – indywidualnie | Songdo Convensia                       | Inczon       | Cao Yupeng        | Ding Junhui       | 4–2   | [ 11 ] [ 16 ] [ 17 ] |
| 07–08 | 07–14 | Australia        | Australian Goldfields Open                          | Bendigo Stadium                        | Bendigo      | Marco Fu          | Neil Robertson    | 9–6   | [ 18 ]               |
| 07–18 | 07–21 | Holandia         | European Tour – Turniej 2                           | Topsport Centrum                       | Rotterdam    | Mark Williams     | Mark Selby        | 4–3   | [ 20 ]               |
| 07–26 | 07–30 | Kolumbia         | World Games 2013                                    | Unidad Deportiva Alberto Galindo       | Cali         | Aditya Mehta      | Liang Wenbo       | 3–0   | [ 21 ] [ 22 ]        |
| 08–14 | 08–17 | Anglia           | European Tour – Turniej 3                           | Doncaster Dome                         | Doncaster    | Ricky Walden      | Marco Fu          | 4–3   | [ 24 ]               |
| 08–22 | 08–25 | Niemcy           | European Tour – Turniej 4                           | Stadthalle                             | Fürth        | Ronnie O’Sullivan | Gerard Greene     | 4–0   | [ 26 ]               |
| 09–02 | 09–07 | Tajlandia        | Six-red World Championship                          | Montien Riverside Hotel                | Bangkok      | Mark Davis        | Neil Robertson    | 8–4   | [ 27 ]               |
| 09–09 | 09–13 | Hongkong         | General Cup                                         | General Snooker Club                   | Hongkong     | Mark Davis        | Neil Robertson    | 7–2   | [ 28 ]               |
| 09–16 | 09–22 | Chiny            | Shanghai Masters                                    | Shanghai Grand Stage                   | Szanghaj     | Ding Junhui       | Xiao Guodong      | 10–6  | [ 29 ]               |
| 09–23 | 09–27 | Chiny            | Asian Tour – Turniej 2                              | Zhangjiagang Sports Center             | Zhangjiagang | Ju Reti           | Michael Holt      | 4–1   | [ 31 ]               |
| 10–03 | 10–06 | Niemcy           | European Tour – Turniej 5                           | RWE-Sporthalle                         | Mülheim      | Mark Allen        | Ding Junhui       | 4–1   | [ 33 ]               |
| 10–14 | 10–18 | Indie            | Indian Open                                         | Le Meridien Hotel                      | Nowe Delhi   | Ding Junhui       | Aditya Mehta      | 5-0   | [ 34 ]               |
| 10–19 | 10–20 | Anglia           | World Seniors Championship                          | Mountbatten Centre                     | Portsmouth   | Steve Davis       | Nigel Bond        | 2-1   | [ 35 ]               |
| 10–19 | 10–23 | Chiny            | Asian Tour – Turniej 3                              | Guanhua Grand Hotel                    | Zhengzhou    | Liang Wenbo       | Lü Haotian        | 4-0   | [ 36 ]               |
| 10–27 | 11–03 | Chiny            | International Championship                          | Sichuan International Tennis Center    | Chengdu      | Ding Junhui       | Marco Fu          | 10-9  | [ 37 ]               |
| 11–07 | 11–10 | Anglia           | European Tour – Turniej 6                           | The Capital Venue                      | Gloucester   | Mark Allen        | Judd Trump        | 4-1   | [ 39 ]               |
| 11–14 | 11–17 | Belgia           | European Tour – Turniej 7                           | Lotto Arena                            | Antwerpia    | Mark Selby        | Ronnie O’Sullivan | 4-3   | [ 41 ]               |
| 11–19 | 11–24 | Anglia           | Champion of Champions                               | Ricoh Arena                            | Coventry     | Ronnie O’Sullivan | Stuart Bingham    | 10-8  | [ 42 ]               |
| 11–26 | 12–08 | Anglia           | UK Championship                                     | Barbican Centre                        | York         | Neil Robertson    | Mark Selby        | 10-7  | [ 43 ]               |
| 01–12 | 01–19 | Anglia           | Masters                                             | Alexandra Palace                       | Londyn       | Ronnie O’Sullivan | Mark Selby        | 10-4  | [ 44 ]               |
| 01–24 | 01–26 | Anglia           | Snooker Shoot Out                                   | Circus Arena                           | Blackpool    | Dominic Dale      | Stuart Bingham    | 1-0   | [ 45 ]               |
| 01–29 | 02–02 | Niemcy           | German Masters                                      | Tempodrom                              | Berlin       | Ding Junhui       | Judd Trump        | 9-5   | [ 46 ]               |
| 02–06 | 02–09 | Polska           | European Tour – Turniej 8                           | Hala Sportowo-Widowiskowa Gdynia       | Gdynia       | Shaun Murphy      | Fergal O’Brien    | 4-1   | [ 48 ]               |
| 02–19 | 03–02 | Walia            | Welsh Open                                          | Newport Centre                         | Newport      | Ronnie O’Sullivan | Ding Junhui       | 9-3   | [ 49 ]               |
| 01–06 | 03–06 | Anglia           | Championship League                                 | Crondon Park Golf Club                 | Stock        | Judd Trump        | Martin Gould      | 3-1   | [ 50 ]               |
| 03–04 | 03–08 | Chiny            | Asian Tour – Turniej 4                              | Dongguan Dongcheng Sports Garden       | Dongguan     | Stuart Bingham    | Liang Wenbo       | 4-1   | [ 51 ]               |
| 03–10 | 03–16 | Chiny            | World Open                                          | Hainan International Exhibition Center | Haikou       | Shaun Murphy      | Mark Selby        | 10-6  | [ 52 ]               |
| 03–25 | 03–29 | Anglia           | Players Tour Championship – Finał                   | Guild Hall                             | Preston      | Barry Hawkins     | Gerard Greene     | 4-0   | [ 53 ]               |
| 03–31 | 04–06 | Chiny            | China Open                                          | Beijing University Students' Gymnasium | Pekin        | Ding Junhui       | Neil Robertson    | 10-5  | [ 54 ]               |
| 04–19 | 05–05 | Anglia           | Mistrzostwa Świata                                  | Crucible Theatre                       | Sheffield    | Mark Selby        | Ronnie O’Sullivan | 18-14 | [ 55 ]               |

| Turnieje rankingowe               |
| Turnieje PTC, rankingowe          |
| Inne turnieje, nierankingowe      |
| Inne ważne turnieje nierankingowe |